# Porsche Panamericana
De Porsche Panamericana is een studiemodel gebouwd door de Duitse autofabrikant Porsche.

## Geschiedenis
De Panamericana werd in 1989 zonder vooraankondiging geïntroduceerd op de IAA te Frankfurt om de 80ste verjaardag van Ferry Porsche te markeren. De naam Panamericana was een eerbetoon aan de Carrera Panamericana, een wegrace door Mexico uit de jaren ’50, die Porsche overigens nooit won. Van de Panamericana zijn twee exemplaren geproduceerd, waarvan één aan Ferry Porsche als cadeau werd aangeboden.

## Kenmerken
De Panamericana is een tweezits sportwagen met relatief veel bodemvrijheid en speciaal ontwikkelde terreinbanden met het Porsche-logo in het profiel verwerkt. Technisch is de auto gebaseerd op de 911 (964) Carrera 4. De Panamericana beschikt over een 250 pk sterke 3,6 liter zescilinder boxermotor die een acceleratie naar 100 km/u in 5,8 seconden en een topsnelheid van meer dan 250 km/u mogelijk maakte.
Het design van de Panamericana was van de hand van autodesigner Steve Murkett, onder supervisie van de Nederlander Harm Lagaaij, hoofd van de designafdeling van Porsche. De carrosserie is grotendeels uit koolstofvezel opgetrokken en heeft brede wielkasten om ruimte te bieden aan verschillende opties voor terreinbanden. Kenmerkend onderdeel van het ontwerp is het volledig transparante glazen dak, dat samen met de achterruit af te nemen is.

## Galerij

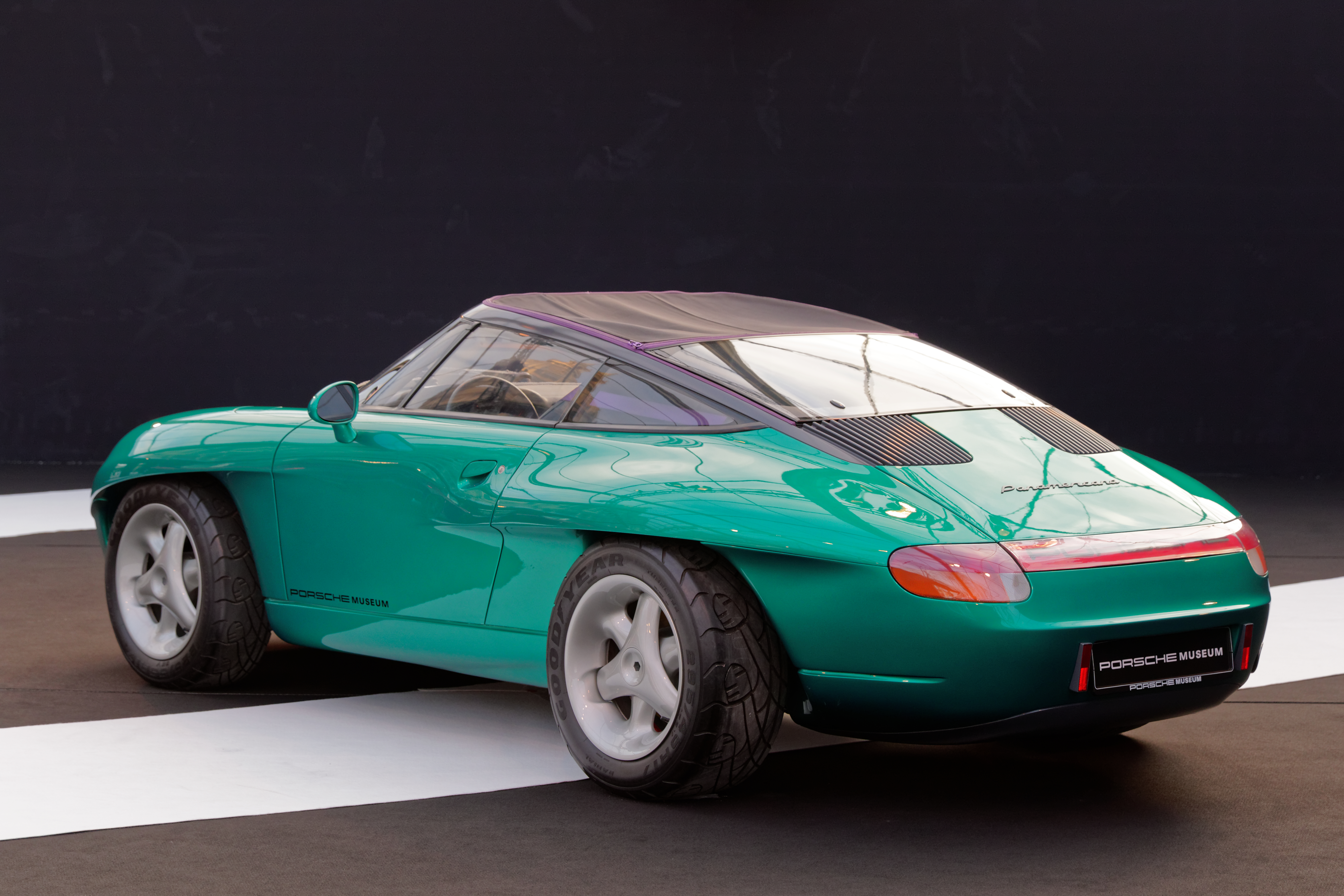
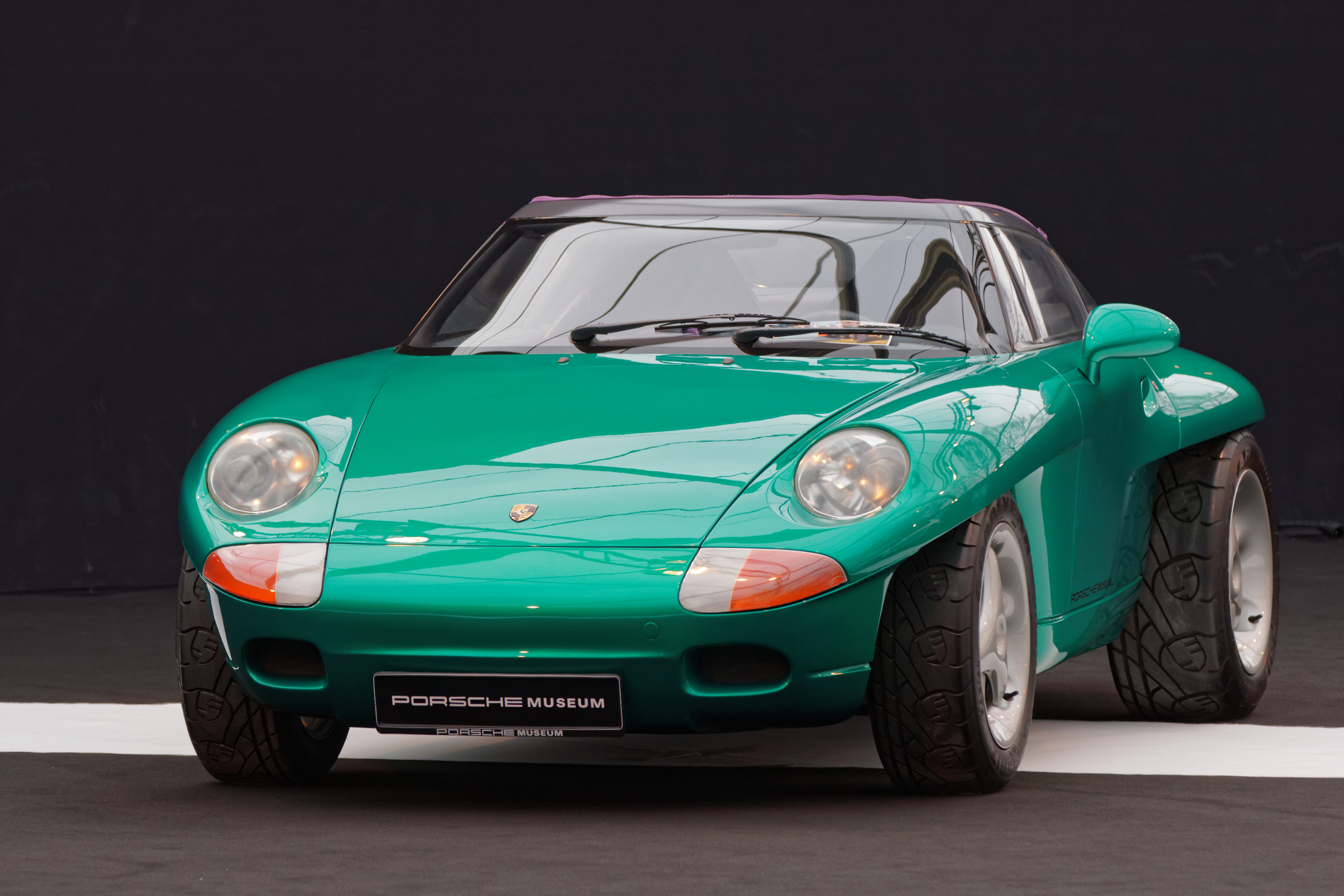
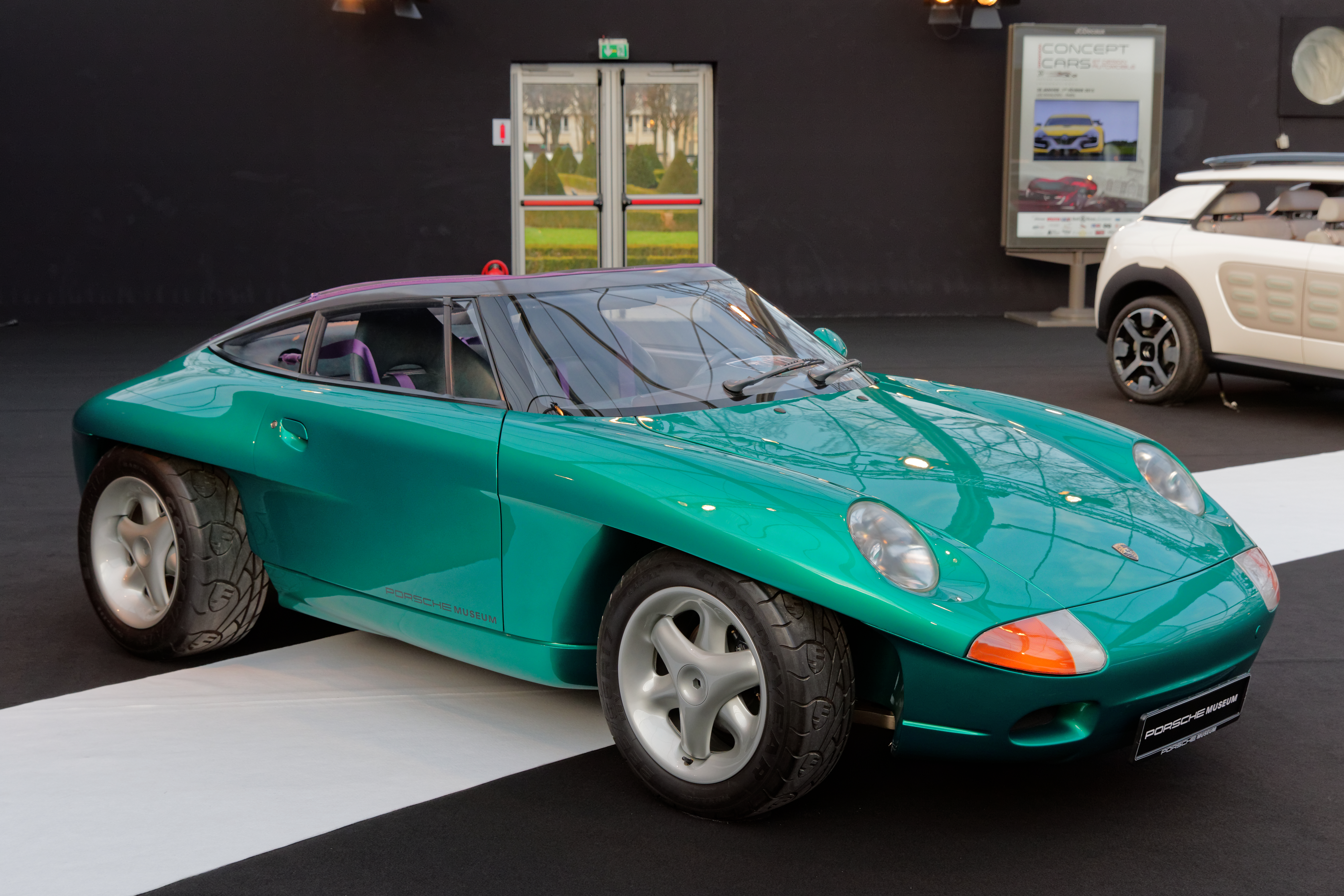
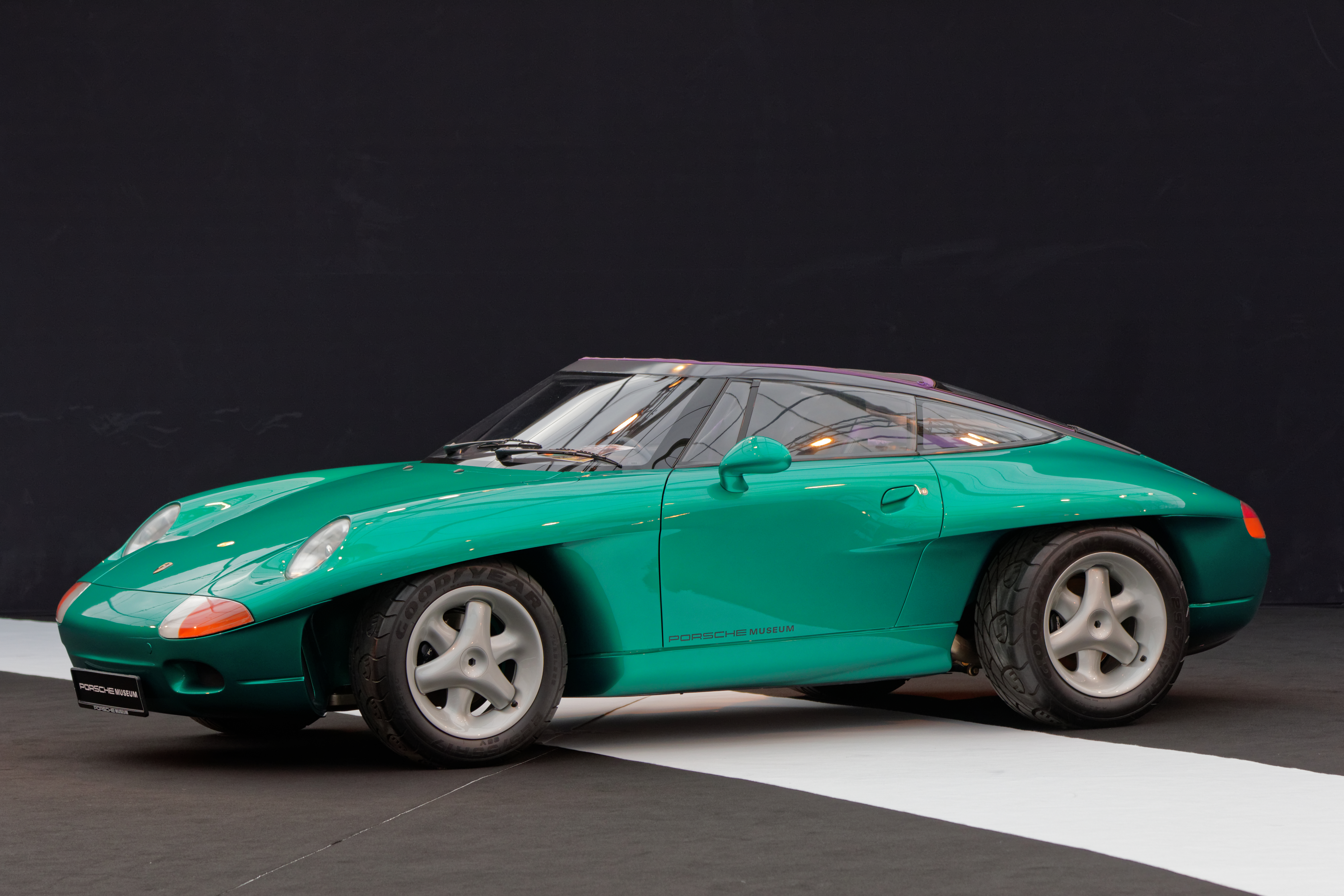